# Єгоров Володимир Кузьмич
Володимир Кузьмич Єгоров (рос. Владимир Кузьмич Егоров; нар. 25 вересня 1911, Саратов, Російська імперія — пом. 9 вересня 1996, Москва, Росія) — радянський хокеїст, футболіст і хокейний тренер.

## Клубна кар'єра
Виступав за московські футбольні команди СКІФ, «Спартак», ЦБЧА, «Крила Рад», «Профспілки-2» та київське «Динамо». Був капітаном клубу «Крила Рад».
Фіналіст кубка СРСР з хокею з м'ячем 1945.
З 1947 по 1950 рік був граючим тренером хокейної команди «Крила Рад» (Москва). Грав у захисті. Всього у чемпіонатах СРСР провів 30 матчів (3 закинуті шайби).

## Тренерська діяльність
1948 року перебував у тренерському штабі збірної Москви, яка проводила серію матчів з найсильнішою європейською клубною командою того часу, празьким ЛТЦ.
З 1950 року цілковито зосереджується на тренерській діяльності. У «Крилах Рад» працював до 1961 року. За цей час команда вигравала чемпіонат та кубок СРСР, тричі здобувала срібні нагороди та п'ять разів — бронзові. Перший успіх прийшов у 1951 році. У фіналі кубка СРСР «Крилах Рад» виявилися сильнішими за ВПС (рахунок матчу 4:3). Це була єдина поразка «команди авіаторів» у сезоні. Під керівництвом Володимира Кузьмича Єгорова, у тому турнірі, грали: воротарі — Борис Запрягаєв, Василь Чепижев; захисники — Анатолій Кострюков, Альфред Кучевський, Микола Нілов; нападники — Михайло Бичков, Олексій Гуришев, Валентин Захаров, Сергій Мітін, Юрій Пантюхов, Микола Паршин, Леонід Степанов та Микола Хлистов.
У сезоні 1956/57 вирішальною стала перемога над ЦСКА (3:2). «Крила Рад» вперше перемогли у чемпіонаті СРСР. Золоті нагороди отримали: воротарі — Борис Запрягаєв, Юрій Овчуков; захисники — Анатолій Кострюков, Альфред Кучевський, Олександр Прилепський, Борис Сєдов, Анатолій Сорокін; нападники — Михайло Бичков, Володимир Гребенников, Євген Грошев, Олексій Гуришев, Анатолій Кисельов, Петро Котов, Сергій Мітін, Віктор Пряжников, Микола Хлистов та Юрій Цицинов.
З 1953 по 1960 рік був помічником головних тренерів збірної СРСР Аркадія Чернишова та Анатолія Тарасова. В цей головна команда країни перемогла на Олімпійських іграх 1956 у Кортіна-д'Ампеццо, а через чотири роки у Скво-Веллі здобула бронзові нагороди. Двічі була найсильнішою на чемпіонатах світу та шість разів — на чемпіонатах Європи.
У січні 1967 — на посаді головного тренера збірної Радянського Союзу. Під його керівництвом команда провела три матчі у Канаді.
| № | Дата         | Місце проведення | Суперник       | Рахунок |
| - | ------------ | ---------------- | -------------- | ------- |
| 1 | 2 січня 1967 | Вінніпег         | США            | 7 : 1   |
| 2 | 4 січня 1967 | Вінніпег         | Чехословаччина | 2 : 5   |
| 3 | 6 січня 1967 | Вінніпег         | Канада         | 4 : 5   |

У березні 1967 року вдруге очолив «Крила Рад». З 1970 по 1973 рік працював головним тренером польського клубу «Напжод». Завершив тренерську діяльність у київському «Сокілі» (1974-1976).

## Нагороди і досягнення
Нагороджений медаллю «За трудову доблесть» (1944) та орденом «Знак Пошани» (1957). Заслужений майстер спорту СРСР (1947) та заслужений тренер СРСР (1956).

### Головний тренер
| Нагороди         | Команда         | Кіл. | Роки                         |
| ---------------- | --------------- | ---- | ---------------------------- |
| Чемпіонат СРСР   |                 |      |                              |
| Золото           | «Крила Рад»     | 1    | 1957                         |
| Срібло           | «Крила Рад»     | 3    | 1955, 1956, 1958             |
| Бронза           | «Крила Рад»     | 5    | 1950, 1951, 1954, 1959, 1960 |
| Кубок СРСР       |                 |      |                              |
| Володар          | «Крила Рад»     | 1    | 1951                         |
| Фіналіст         | «Крила Рад»     | 2    | 1952, 1954                   |
| Чемпіонат Польщі |                 |      |                              |
| Срібло           | «Напжод» (Янів) | 2    | 1971, 1973                   |
| Бронза           | «Напжод» (Янів) | 1    | 1972                         |

### Тренер
| Нагороди         | Команда | Кіл. | Роки                   |
| ---------------- | ------- | ---- | ---------------------- |
| Олімпійські ігри |         |      |                        |
| Золото           | СРСР    | 1    | 1956                   |
| Бронза           | СРСР    | 1    | 1960                   |
| Чемпіонат світу  |         |      |                        |
| Золото           | СРСР    | 2    | 1954, 1956             |
| Срібло           | СРСР    | 4    | 1955, 1957, 1958, 1959 |
| Бронза           | СРСР    | 1    | 1960                   |
| Чемпіонат Європи |         |      |                        |
| Золото           | СРСР    | 6    | 1954-1956, 1958-1960   |
| Срібло           | СРСР    | 1    | 1957                   |